# Ембосування платіжних карток
Ембосування (англ. embossing — тиснення, карбування) — процес механічного видавлювання інформації на лицевій стороні пластикової картки. Для банківських карток це: номер картки, строк дії, прізвище та ім'я клієнта, назва компанії (для корпоративних клієнтів).

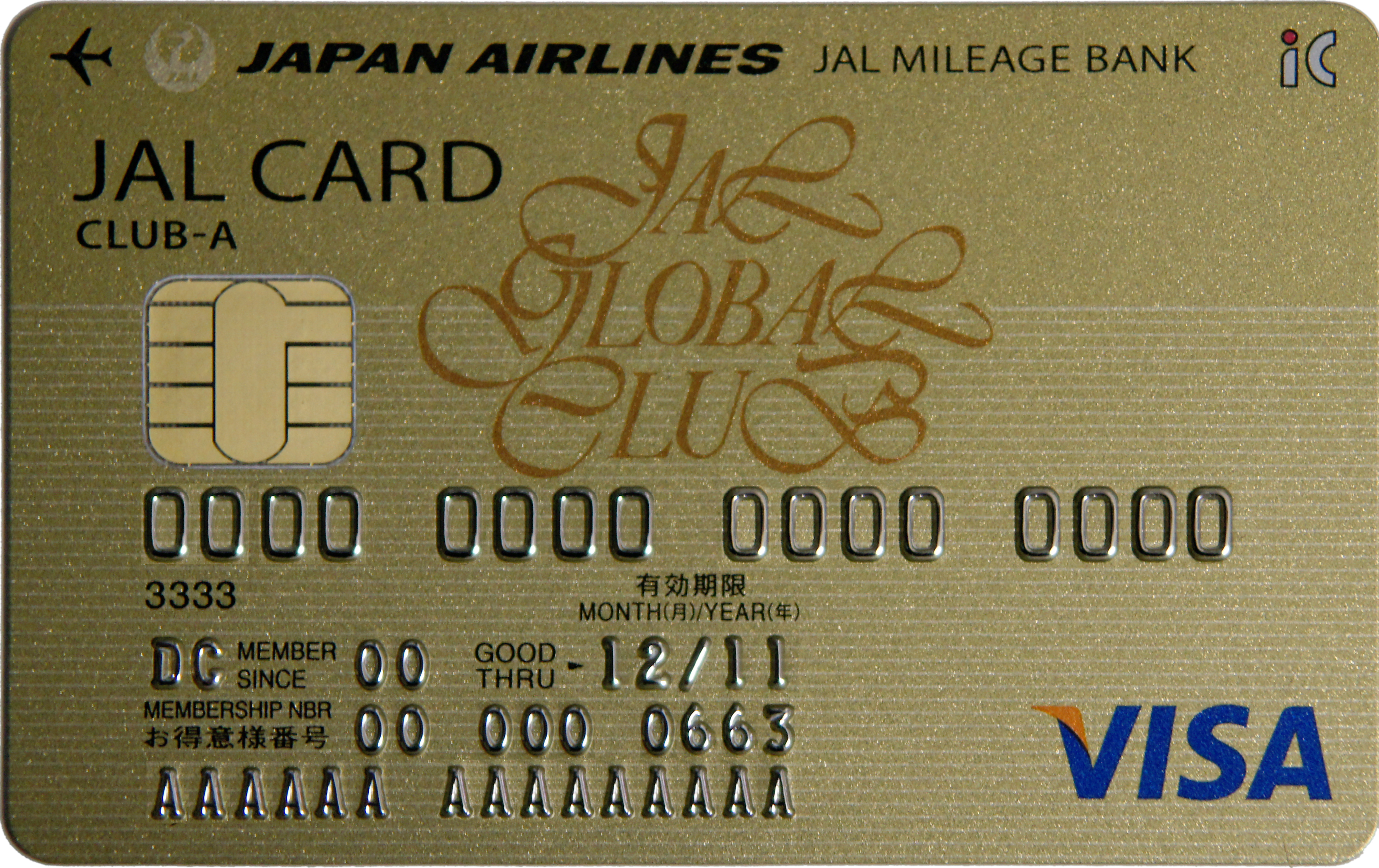
Картка з ембосуванням

## Історія
Перші платіжні картки були паперовими та дані з них переписувались вручну. З часом кількість операцій, що здійснювались з використанням карток, кількаразово збільшилась. Для прискорення процесу заповнення спеціальних торгових чеків-сліпів та уникнення помилок під час заповнення, почали використовувати металеві пластинки, на які наносилась інформація про клієнта. Першими, в 1928 році, металеві пластинки випустила бостонська компанія «Farrington Manufacturing». На таких картках видавлювалася адреса клієнта. Вони видавались тільки кредитоспроможним клієнтам. Згодом, після появи в 1940-х роках імпринтерів, процедура оформлення покупки спростилась: продавець вкладав металеву пластинку в імпринтер, і літери, видавлені на ній, віддруковувалися на торговому чеку.

## Процес ембосування
Ембосування передбачає видавлювання символів на готовій ламінованій картці за допомогою ембосеру. Після видавлювання верхівки рельєфних символів покриваються фольгою (золотом, сріблом), така операція називається типіюванням.
Ембосування можливе тільки при горизонтальній орієнтації картки.
Ембосування цифр (від 0 до 9) здійснюється двома стандартними шрифтами висотою 5 мм і висотою 3 мм. Букви та символи (такі, як . , ’ - / &) ембосуються шрифтом висотою 3 мм. Для топіювання можуть використовуватись білий, чорний, золотий, срібний, синій та червоний кольори. При використанні шрифту висотою 5 мм максимальна кількість символів складає 20 (в тому числі пробіли), при використанні грифту висотою 3 мм - 30 символів, включаючи пробіли. 
При ембосуванні рекомендується залишати відступи по 5 мм від країв картки до першого та останнього ембосованого символу.

## Ембосери
Ембосери (англ. embosser) застосовуються для видавлювання на пластикових картках ідентифікаційної інформації.
Механічний ембосер - це прес, що здатний видавити на підкладеному куску пластика або на самоклеючій стрічці заздалегідь встановлені символи (зазвичай це латинські літери та цифри), встановлені на спеціальному барабані. Такий ембосер переважно використовується при невеликих тиражах пластикових карток, коли високопродуктивні автоматизовані лінії економічно недоцільно використовувати.
Автоматичний ембосер — складний технічний комплекс, до складу якого входить мікро-ЕОМ, що керує барабаном з набором символів, через який видавлюються зображення на пластикових картках. Продуктивність такого апарату може складати кількох сотень персоналізацій на годину.